# Corpus A
Corpus A ist das größte (nach Mitarbeiterzahl) Facilitymanagement-Unternehmen in Litauen. Es beschäftigt 887 Mitarbeiter (2013). 2007 erzielte es den Umsatz von 22 Mio. Litas.

## Geschichte
1999 wurde das Unternehmen UAB Valymo sistemos registriert. Es gab vier Arbeiter. Seit 2002 bietet das Unternehmen Facilitymanagement. 2005 wurde UAB Valymo sistemos zu UAB Corpus A. 2010 gab es 1.100 Mitarbeiter in der Zentrale Vilnius sowie Abteilungen Kaunas, Klaipėda, Panevėžys, Šiauliai und Tauragė.